# Pulva
Pulva (vitryska: Пульва) är ett vattendrag i Belarus. Det ligger i den västra delen av landet, 300 km sydväst om huvudstaden Minsk.
Omgivningarna runt Pulva är en mosaik av jordbruksmark och naturlig växtlighet. Runt Pulva är det ganska glesbefolkat, med 35 invånare per kvadratkilometer.